# Wojciech Jarochowski
Wojciech Jarochowski herbu Rola – sędzia wschowski w latach 1658-1678.
Poseł na sejm 1662 roku z województw poznańskiego i kaliskiego.